# Kenshi (jeu vidéo)
Pour les articles homonymes, voir Kenshi.
Kenshi est un jeu vidéo de rôle développé et édité par Lo-Fi Games pour Windows. Le jeu se concentre sur la fourniture de fonctionnalités de jeu sandbox qui donnent au joueur la liberté de faire ce qu'il veut dans son monde au lieu de se concentrer sur une histoire linéaire. Le développement de Kenshi a été principalement dirigé par une seule personne pendant douze ans et a été publié le 6 décembre 2018.
Kenshi se déroule dans un cadre post-apocalyptique et permet aux personnages d'être un voleur, un commerçant ou une myriade d'autres options. Le jeu a reçu des critiques majoritairement positives, qui ont commenté sa profondeur, son gameplay de style RPG et sa difficulté.

## Trame
Kenshi n'a pas vraiment de trame à proprement parler, c'est un jeu dit "sandbox" (litt : bac à sable), le joueur est donc le seul à construire son histoire, il peut être un bandit, un maire, un marchand, etc. 

### Univers
Kenshi prend place dans un décor de fantasy et post-apocalyptique, il prend place sur un satellite naturel d'une planète. Le lore du jeu est cependant assez cryptique, par exemple : on ne sait pas pourquoi une des espèces de ce monde, les Squelettes qui sont des robots, ont été crées, le savoir étant perdu.
Il existe 4 races principales, avec leur particularité : les Humains, les Sheks, des créatures proches des humains avec des plaques osseuses externes, ils ont une société guerrière, les Ruches, des créatures humanoïdes avec un fonctionnement proche du fonctionnement des abeilles ainsi que les Squelettes, qui malgré leur statue de robots, sont entièrement conscients et aurait des milliers d'années

## Système de jeu
Kenshi est un jeu vidéo de rôle en monde ouvert avec des éléments de stratégie en temps réel. . Le joueur commence sans compétences et lutte pour survivre dans les premiers stades du jeu, le jeu propose plusieurs départs comme vagabond ou esclave. Les compétences sont améliorées grâce aux actions du joueur, et il peut recruter d'autres unités pour agrandir son équipe. Le joueur peut recruter des personnages de nombreuses factions et espèces différentes pour rejoindre son équipe et peut éventuellement construire une ville lui-même. Dans le cadre du système de dommages, les membres peuvent également être sectionnés ou endommagés individuellement.

## Développement
Kenshi a été principalement développé par une seule personne, Chris Hunt, qui a commencé le développement vers 2006–2008,,,. Hunt a travaillé comme agent de sécurité à temps partiel pendant les premières années du développement du jeu. Après environ cinq ans de travail dans la sécurité, Hunt a pu quitter son emploi à temps partiel et travailler sur le jeu à plein temps après avoir trouvé le succès initial du jeu . Il a travaillé seul sur le projet jusqu'en 2013, date à laquelle il a pu engager une petite équipe qui travaille avec lui sur le projet. Hunt a été spécifiquement inspiré par des histoires de rōnin errants et l'idée d'un survivant voyageant dans un terrain vague.
Hunt a décrit son élan pour créer le jeu comme son aversion pour la "prise en main" que les autres RPG ont au début. Hunt voulait que différentes zones de la carte aient différents thèmes ou factions qui les rendraient uniques, comme celle qui traite les personnages féminins différemment des hommes.
Le jeu est sorti pour la première fois en accès anticipé en 2013 avant sa sortie officielle le 6 décembre 2018,.

## Accueil
Kenshi a reçu "des critiques généralement favorables", selon l'agrégateur de critique Metacritic. Robert Zak, de PC Gamer fait l'éloge de la taille et de la portée géantes du jeu, mais a noté que le jeu pourrait devenir "grindy" et que l'interface utilisateur du jeu "peut devenir lourde à mesure que le nombre de votre groupe augmente". Rock, Paper, Shotgun a noté la profondeur du jeu et a comparé Kenshi positivement à Dwarf Fortress.

## Suite
En mars 2019, une suite propulsé sur le moteur de jeu Unreal Engine, Kenshi 2, a été annoncée,.